# Лудвиг Вилхелм Баварски
Лудвиг Вилхелм Карл Норберт Теодор Йохан Баварски (на немски: Ludwig Wilhelm Karl Norbert Theodor Johann Herzog in Bayern; * 17 януари 1884, дворец Тегернзе; † 5 ноември 1968, Вилдбад Кройт) от фамилията Вителсбахи (линията Пфалц-Биркенфелд-Бишвайлер), е херцог на Бавария.

## Биография
Той е големият син на херцог Карл Теодор Баварски (1839 – 1909), известен немски очен лекар, и втората му съпруга инфантата Мария-Жозе де Браганса (1857 – 1943), дъщеря на португалския крал Мигел I (упр. 1828 – 1834). Леля му Елизабет (Сиси) (1837 – 1898) е съпруга на австрийския император Франц Йозеф I (1830 – 1916). Сестра му Елизабет Габриела (1876 – 1965) е омъжена 1900 г. за крал Алберт I от Белгия (1875 – 1934). Сестра му Мария Габриела (1878 – 1912) е омъжена 1900 г. за трон-принц Рупрехт Баварски (1869 – 1955).
Лудвиг Вилхелм Баварски се жени на 19 март 1917 г. във Вилдбад Кройт 1917 г. за принцеса Елеонора Анна Луция фон Сайн-Витгенщайн-Берлебург (* 13 април 1880, Мюнхен; † 20 февруари 1965, Вилдбад Кройт), вдовица на 4. княз Ото Виктор II фон Шьонбург (1882 – 1914, убит в битка при Реймс), дъщеря на принц Франц Емил Луитполд фон Сайн-Витгенщайн-Сайн (1842 – 1909) и графиня Юлия Кавалканти д’Албукерке де Виленьов (1859 – 1930). Бракът е бездетен.
След смъртта на съпругата му през 1965 г. Лудвиг Вилхелм Баварски осиновява племенника си принц Макс Емануел принц Баварски (* 1937), внук на сестра му Мария Габриела и трон-принц Рупрехт Баварски.
Лудвиг Вилхелм Баварски умира на 84 години на 5 ноември 1968 г. във Вилдбад Кройт. Макс Емануел принц Баварски става херцог в Бавария.